# Desojo
Desojo là một đô thị trong tỉnh và cộng đồng tự trị Navarre, Tây Ban Nha. Đô thị này có diện tích là 14,12 ki-lô-mét vuông, dân số năm 2009 là 102 người với mật độ 7,22 người/km². Đô thị này có cự ly 75 km so với tỉnh lỵ Pamplona.